# 14-エトキシメトポン
14-エトキシメトポン(14-Ethoxymetopon)は、14位がエトキシ基に置換したオピエートのアナログである。モルヒネの数百倍の強力な鎮痛剤である。